# توم دوكريل
توم دوكريل (بالإنجليزية: Tom Dockrell)‏ هو لاعب هوكي الجليد أمريكي، ولد في 19 يوليو 1924 في ستونهام في الولايات المتحدة، وتوفي في 9 أغسطس 2012.

## وصلات خارجية
- توم دوكريل على موقع EliteProspects.com (الإنجليزية)
- توم دوكريل على موقع HockeyDB.com (الإنجليزية)